# Matali Crasset
Matali Crasset, pseudonimo di Nathalie Crasset (Châlons-en-Champagne, 28 luglio 1965), è un'architetta e designer francese.

## Biografia
Nata in una famiglia di contadini, ha cresce nel piccolo villaggio di Normée. Nel 1988 decide di proseguire gli studi a Parigi presso l'ENSCI (Scuola Nazionale Superiore di Creazione Industriale) e ottiene il diploma di designer industriale nel 1991. Nel 1992 trascorre un anno nello studio di Denis Santachiara (Milano), prima di entrare nello studio di Philippe Starck (Parigi) nel 1993, dove viene nominata responsabile del progetto Thomson Multimedia, e poi del Tim Thom, il centro di design Thomson. Questa collaborazione dura quattro anni durante i quali Matali Crasset sviluppa "oggetti di uso quotidiano al servizio delle persone" sotto la direzione di Philippe Starck. Matali Crasset definisce Philippe Starck come una persona complessa di cui ammira la capacità di liberarsi dalle costrizioni, ma nel 1998 crea la propria struttura, insieme al marito Francis Fichot, per "difendersi da Starck" che la definiva  "il suo cervello".
I designer a cui Matali Crasset si sente più affine sono Nanna Ditzel e Bruno Munari.
Matali Crasset vive e lavora a Parigi. È madre di due figli, Popline e Arto.
È ospite d'onore al Festival Internazionale del Libro d'Arte e del Cinema nel 2012 e nel 2016.
Collabora con la rivista Bil Bo K, ed è uno degli artisti selezionati da Brigitte Macron nel 2017 per la ristrutturazione e la decorazione del Palazzo dell'Eliseo. Brigitte Macron sceglie una scrivania di Matali Crasset per il Salon des Fougères dove lavora.

## Mostre personali (selezione)
| Anno | Mostre personali |
| ---- | --- |
| 1999 | - Pol’arisations, Espace Paul Bert, Nontron - Minimax 0-99, Villa Noailles, Hyères |
| 2002 | - Matali Crasset for Dornbracht : update/3 spaces in one, Galerie Ulrich Fiedler, Cologna |
| 2003 | - sliding living room, artconnexion, Lille - Sunic, galerie Gandy, Praga - Un pas de côté, Mudac, Losanna - Unpacking design, Victoria & Albert museum, Londra - Homemade, Grand Hornu, Hornu                                                                                |
| 2005 | - Link, Otto gallery, Bologna |
| 2006 | - Soundscapes, Cooper Hewit National museum of design, New York - Springtherapy, SM's, s'Hertogenbosch |
| 2007 | - A rebours avec Peter Halley, galerie Thaddaeus Ropac, Parigi |
| 2008 | - matali crasset – Franck van Houtte : conversation, Design museum, Gand - In vino veritas, Gandy gallery, Bratislava - Permis de construire, città dell'architettura, Parigi - Another logic of…, Rabih Hage gallery, Londra - Living wood, galerie Thaddaeus Ropac, Parigi |
| 2009 | - Hyperactif / New Territorie au centre des arts d'Enghien-les-Bains, Enghien-les-Bains |
| 2010 | - In vino veritas, Mudac, Losanna |
| 2011 | - Le Blobterre de Matali, Centre Pompidou, Paris |
| 2012 | - Le blobterre de matali, Istanbul Modern, Istanbul |
| 2013 | - Le voyage en uchronie, galerie Thaddaeus Ropac, Pantin - Le voyage en uchronie, Designblock, Praga |
| 2014 | - Le blobterre de matali/interactions végétales, Forum Meyrin, Ginevra |
| 2016 | - Reinventare un mondo commune, Pavillon Unicredit, Milano - We trust in wood, Synagogue de Delme, Delme |
| 2017 | - Le blobterre de matali, Centre Pompidou, Malaga |
| 2018 | - saule et les Hooppies, Centre Pompidou, Parigi - matali crasset : les capes, The Cultural gallery, Monaco |
| 2019 | - matali crasset : wood, Chesa Planta, the cultural gallery, St Moritz - matali crasset : la table botanique, Palazzo Soranzo van Axel, the Muse gallery, Venezia |

## Realizzazioni
Le creazioni di Matali Crasset sono presenti in numerose collezioni pubbliche in Francia, al Centro Pompidou, al Museo delle arti decorative di Parigi, al Centro Nazionale delle Belle Arti, al Fondo municipale d'arte contemporanea della Città di Parigi, al FRAC Nord Pas de Calais, al Consortium Museum, e all'estero, al MoMA, all'Art Institute of Chicago, al Mudac di Losanna (Svizzera), al Museo d'arte di Indianapolis, al Grand Hornu (Belgio), al MAK di Vienna (Austria).

### Ricerche
- MIXtree Salon d'interface musicale, 2005, Centro Georges Pompidou[10]
- Easy China, Frac Nord-Passo-di-Calais, 2005

### Scenografie di mostre d’arte contemporanea
- Superwarhol, commissario della mostra : Germano Celant, Grimaldi Forum, Monaco, 2003
- Printemps de septembre, Chill out, Tolosa, 2003
- Salone di Montrouge, commissario della mostra : Stéphane Corréard, dal 2009
- Expositions fleuves, Cneai, Chatou, 2009

### Scenografie di concerti
- Concerto di Pierre Lapointe, Amours, délices et orgues, 2017[11]

### Architettura
- Le Nichoir (2011) e La Noisette (2012), Maisons Sylvestres, commessa pubblica, Le Vent des forêts, Meuse.
- Chiosco "Le Fenouil" (2019), commessa pubblica, CHU di Angers, con il sostegno del Ministero della Cultura - DRAC Paesi della Loira[12]
- Le pigeonnier Capsule, centro ricreativo di Caudry, 2003. Opera realizzata nell'ambito del programma Nuovi Committenti della Fondazione di Francia, mediatore: artconnexion, nuovi committenti: associazione colombofila La Défense.
- Hi Hotel, Nizza, 2003[13]
- SM's, Museo d'arte decorativa e contemporanea, s'Herogenbosch, 2005
- HI spiaggia privata dell'hotel Hi a Nizza sulla Passeggiata degli Inglesi
- Tout'ouvert (salone di toelettatura e mini-loft a Nizza), Nizza, 2006[14]
- Ristorante Les Pastilles a Cap 3000, Saint Laurent du Var, 2009[15]
- Nouvel Odéon, cinema, Parigi, 2009
- mensa della Ménagerie de Verre, Parigi, 2009
- Maison des Petits, Cent quatre, Parigi, 2009
- DAR HI, 2010, ecolodge a Nefta in Tunisia
- Hi Matic, 2011. Hotel al 71, via di Charonne, 75011 Parigi.
- Slitta, casa privata a Nizza, 2011
- Petit salon de la maison des Petits, ampliamento, Cent quatre, Parigi, 2013

### Oggetti
Matali Crasset collabora con editori internazionali, Alessi, Campeggi, Danese, Domeau & Péres, Le Buisson, Ikea, Plust...
- Vassoio Din Set, 2005
- Lampada Evolute, Danese, 2004[16]
- Borsa Nido, 2006[17]
- City Brunch, 2004
- Okaidi, collezione di abbigliamento per bambini nel 2013 e 2014
- PS tray, Ikea 2014
- Collezione We trust in wood, 2015[18]
- Vino sospeso, Bordeaux, 2019[19]

### Mobili
- Quand Jim monte à Paris, Foto, Domeau & Pérès, 1995
- Divano Permis de construire,Domeau & Pères 2000[20]
- Téo de 2 à 3, Domeau & Pérès, 1998
- Concentré de vie, divano componibile, Campeggi
- PS Armadio, guardaroba, Ikea, 2014

## Decorazioni
- Commendatore dell'Ordine delle Arti e delle Lettere. Viene promossa al grado di Commendatore con decreto del 31 agosto 2018. È stata nominata ufficiale nel gennaio 2013
- Cavaliere dell'Ordine Nazionale del Merito. È stata nominata cavaliere con decreto del 16 maggio 2008 per i suoi 18 anni di attività artistica.
- Cavaliere della Legion d'Onore. È stata nominata Cavaliere con decreto del 14 aprile 2017 per i suoi 27 anni di servizio.

## Premi e riconoscimenti
- 2009 2009 Label VIA 2009 per il divano Compo'sit
- 2006 Premio Designer dell'anno 2006, Fiera del Mobile di Parigi - Parigi Label VIA
- 2005 Premio Passaporte designer senza frontiere (categoria design), AFAA/Culture Francia
- 2004 International Interior designer of the year, British Interior design awards (BIDA)
- 2003 Premio del Rapporto Aureo, Fiera del Mobile di Parigi
- 2003 Belgique Building Ward, Bruxelles
- 2003 Design + alla fiera ISH di Francoforte
- 2002 Baden-Württemberg International Design award 2002
- 2000 Stella dell'Osservatore del design, Parigi, per "Soundation" a cura di Lexon
- 2000 Premio Strategie relazioni stampa e relazioni pubbliche (scenografia), Parigi
- 1999 Gran Premio della Stampa Internazionale della critica del Mobile Contemporaneo, Parigi
- 1996 Gran Premio della creazione della città di Parigi (design), Parigi
- 1993 Concorso Nuovi materiali del V.I.A. (associazione di materiali), Parigi
- 1991 Primo premio al Concorso Louis Vuitton (Comitato Colbert), Parigi

## Filmografia
- Dar-Hi by Matali Crasset, documentario diretto da Christophe Dumoulin e David Haremza nel 2013[21]
- matali crasset : il design ludico e politico, documentario diretto da Rémy Batteault, trasmesso su France 5 il 9 novembre[22].